# Феофилакт (Клементьев)
Феофилакт (в миру Фёдор Игнатьевич Клементьев; 14 (26) июня 1870, Ахтырка, Харьковская губерния — 9 сентября 1923, Ростов-на-Дону) — деятель обновленчества, до 1922 года — епископ Русской православной церкви, епископ Прилукский, викарий Полтавской епархии.

## Биография
Родился 14 июня 1870 года в семье священника Харьковской епархии.
В 1889 году окончил Харьковскую гимназию. В 1893 году окончил историко-филологический факультет Императорского Харьковского университета и в том же году поступил в Санкт-Петербургскую духовную академию.
15 января 1894 года пострижен в монашество с именем Феофилакт. 14 февраля рукоположён в сан иеродиакона, 24 декабря 1895 года рукоположён в сан иеромонаха.
В 1897 году окончил духовную академию со степенью кандидата богословия
26 марта 1898 года был назначен заведовать Урмийской духовной миссией в Персии с награждением наперсным крестом и возложением набедренника. 29 октября 1900 года был утверждён в должности начальника миссии и возведён в сан архимандрита. Летом 1901 года был отозван в Петербург.
5 апреля 1902 года назначен настоятелем Козловского Свято-Троицкого монастыря Тамбовской епархии.
11 ноября 1903 года назначен настоятелем ставропигиального Московского Заиконоспасского монастыря.
24 августа 1907 года назначен настоятелем Жировицкого Свято-Успенского монастыря Гродненской епархии.
В 1910 года вызван в Санкт-Петербург на чреду священнослужения и проповеди слова Божия.
С 1 апреля 1911 года епископ Таганрогский, викарий Екатеринославской епархии. 24 апреля того же года состоялась его епископская хиротония.
С 4 апреля 1913 года епископ Слуцкий, викарий Минской епархии.
6 марта 1917 года возглавил торжественный молебен в Минске по случаю изменения политической системы в стране.
Член Поместного собора Православной российской церкви по избранию от клира Минской епархии, участвовал в 1-й сессии, член Судной комиссии при Совещании Епископов и VII отдела.
17 ноября 1917 года назначен епископом Елисаветпольским, временно управляющим Кавказским Экзархатом. Вскоре был удалён грузинскими архиереями из Грузии.
С 1919 года епископ Прилукский, викарий Полтавской епархии.
В конце 1922 года уклонился в обновленчество. В мае 1923 года утверждён епископом Ростовским и Азовским. 14 июня 1923 года назначен епископом Ростовским и Таганрогским.
Скончался 9 сентября 1923 года и погребён в Ростовском кафедральном соборе с алтарной стороны в специальном склепе.